# Lasergame
Een lasergame is een gemeenschapsspel dat men speelt in een groep, en waarbij men probeert om de tegenstander "af te schieten" en op deze manier punten te verzamelen. Dit schieten gebeurt met een "lasergeweer". Er komt weliswaar een (zwakke) laserstraal uit dit geweer, maar het feitelijke schieten geschiedt met een infrarood signaal. Iedere deelnemer draagt een pak dat dit signaal kan opvangen, en de speler laat weten wanneer deze geraakt is. Tevens houdt het pak bij hoeveel keer er is geschoten en door wie. De ruimte waarin indoor lasergames gespeeld worden, wordt een "arena" genoemd. Ook kan er tegenwoordig buiten gespeeld worden. Hiervoor was het wel nodig om de wapens zodanig te modificeren dat de infrarode signalen ook bij daglicht gebruikt konden worden. "SWAT lasergamepakken" kunnen bijvoorbeeld op meer dan 100 meter in vol daglicht een schot van een tegenstander detecteren. De nieuwste technieken zijn inmiddels zover dat er een signaal terug wordt gestuurd als je iemand raakt. In het verleden was dit enkel zichtbaar door middel van knipperende lampjes bij de tegenstander. Omdat de afstand soms groot is, zijn deze minder goed zichtbaar. Afhankelijk van het gebruikte systeem is het mogelijk om na afloop de score te bekijken.
Lasergames bestaan er in meerdere variaties. Op verschillende plaatsen ter wereld worden één of meerdere variaties van het spel beoefend. In het Verenigd Koninkrijk speelt men voornamelijk "laserquest", in Nederland noemt men het vaak "lasergame" of "SWAT lasergame". In Duitsland mag het spel niet overal gespeeld worden vanwege de strenge wapenwet (Bron?). In de Verenigde Staten speelt men met name lasergame en lasertag.

## Lasergame
Lasergame komt oorspronkelijk uit de Verenigde Staten van Amerika en het is overgewaaid naar diverse landen over de hele wereld. In België zijn er nog maar enkele arena's. In Nederland zijn er ongeveer 45 'arena's' verspreid door het land. Frankrijk en Duitsland hebben elk zo'n twintigtal. LaserMaxx heeft een systeem ontwikkeld speciaal voor Duitsland, het systeem is genaamd LaserMission.
Bij lasergame hebben de 'pakken' continu contact met een computer via één of meerdere zenders in de arena. Bij lasergame kon men vroeger niet een eigen spelersnaam kiezen voor in het spel. Met de nieuwste generatie software (bijvoorbeeld bij SWAT Lasergame) kun je wel onder je eigen naam spelen. Tijdens het spel kan men strafpunten oplopen door geraakt te worden. Met de spelpunten kan men extra krachten 'kopen' zoals: onschendbaarheid, onzichtbaarheid en spion. Wie af is, kan dit zien doordat er twee lampjes op beide schouders gaan knipperen. Het geluid komt bij lasergame uit het geweer. Rennen in dit spel is vaak verboden. Achteraf krijgen de deelnemers een scoreblaadje met resultaten.

## Laserquest
Laserquest komt oorspronkelijk uit Groot-Brittannië. De pakken functioneren zelf als computers, die alleen aan het begin en aan het eind contact nodig hebben met de computer door middel van een zender. Tijdens het spel is er contact indien het pak niet 'aan staat' (lees: kunnen schieten of geschoten worden), zodat voor degenen die op dat moment niet kunnen spelen de tussenstand weergegeven kan worden. Bij deze versie is het mogelijk om per speler een eigen bijnaam te kiezen. Wie af is, kan dit zien doordat alle lampen op het pak uitgaan. Daarna gaan ze langzaam knipperen en is er voor de speler in kwestie tijd om weg te lopen. Na zeven seconden (is instelbaar) kan men weer meedoen. Het geluid komt bij dit spel uit het geweer dat men vast kan houden zoals men wil (zonder vals te spelen en de sensoren te blokkeren). Er zijn ook verschillende typen spel die men kan spelen: ieder voor zich (on-to-all), team spel (battle), sluipschutter (sniper), hyper (frantic).

## Lasertag
Lasertag (laser-tikkertje) komt oorspronkelijk uit Australië en is overgewaaid naar diverse landen over de hele wereld. Bij het lasertag hebben de 'pakken' continu contact met een computer via één of meerdere zenders in de arena. Bij lasertag kan men niet een eigen spelersnaam kiezen voor in het spel. Wie af is, ziet dat er twee lampjes op beide schouders gaan branden. Het geluid komt bij lasertag uit het geweer dat men met twee handen moet vasthouden. Rennen in dit spel is vaak verboden. Achteraf krijgen de deelnemers een scoreblaadje met resultaten.

## Andere toepassingen
Laserspellen worden niet alleen gebruikt voor het plezier, maar ook onder de naam "Miles system" bij het ministerie van defensie, om gevechtssituaties zo realistisch mogelijk te simuleren.
Het wapen van de militair is daarbij voorzien van een kleine, op het wapen uitgerichte infraroodzender, die reageert op de luchtdruk die vrij komt bij het vuren van zogenaamde "losse flodders" (relatief ongevaarlijke oefenmunitie).
Het reguliere gevechtstenue (inclusief de helm) van de militair is voorzien van enkele sensoren. Bij een "near hit" wordt de militair duidelijk gemaakt dat hij bijna geraakt was. Deze kan hieruit lering trekken.
Wordt de militair daadwerkelijk geraakt, zal een indringende pieptoon hoorbaar zijn.
Door een speciale sleutel te verwijderen uit het wapen, is de pieptoon uit te schakelen. Hierdoor zal de zender op het wapen niet meer functioneren. De militair is nu uitgeschakeld.
Naast de individuele militair, worden ook voertuigen en ander materieel met deze sensoren uitgerust.
Hierbij is echter wel rekening gehouden met de realiteit, waarbij een handvuurwapen niet een pantservoertuig kan uitschakelen.
Nadelen van het Milessysteem zijn de overgevoeligheid van de sensoren voor strooilicht uit bijvoorbeeld laagspanning TL armaturen, die de pakken ongewenst af kunnen laten gaan. En de visuele beperkingen als blokkeringen door mist en of camouflage, die de sensoren kunnen bedekken.
Om echter het realisme te blijven waarborgen, wordt er streng gecontroleerd op geblokkeerde sensoren door de oefenleiding, (onder-)officieren die een onpartijdige scheidsrechtersrol vervullen.
Lasergames zijn ook een vast onderdeel van elk seizoen van het tv-programma Wie is de Mol? De kandidaten spelen dan als opdracht een lasergame om geld te verdienen voor de pot. Deze is elk seizoen verschillend.